# Atrichopleura enarrabilis
Atrichopleura enarrabilis är en tvåvingeart som beskrevs av Collin 1933. Atrichopleura enarrabilis ingår i släktet Atrichopleura och familjen dansflugor. Inga underarter finns listade i Catalogue of Life.